# اچ‌ام‌اس ترومپتر (دی۰۹)
اچ‌ام‌اس ترومپتر (دی۰۹) (به انگلیسی: HMS Trumpeter (D09)) یک کشتی بود که طول آن ۴۹۵ فوت ۷ اینچ (۱۵۱٫۰۵ متر) بود. این کشتی در سال ۱۹۴۲ ساخته شد.